# 김진수 (과학자)
김진수(1964년 5월 29일~)는 유전체 편집 연구자이다. CRISPR 유전자 가위관련 송사로 인해 기초과학연구원(IBS)를 떠났다.
(주)툴젠 대표이사 겸 최고책임자(CSO)였으며 서울대학교 화학과 교수이자 게놈공학센터장이다. 그의 연구팀은 여러 유형의 프로그래밍 가능한 뉴클레아제, 특히 징크 핑거 뉴클레아제(ZFN), TAL 이펙터 뉴클레아제(TALEN) 및 RNA 유도 공학 뉴클레아제(RGEN)를 개발 및 개선했다. 2018년에는 교차 분야 부문, 2019년에는 생물학 및 생화학 부문에서 클래리베이트 애널리틱스에서 가장 많이 인용된 연구원으로 선정되었다.

## 교육
김진수는 1983년부터 서울대학교에서 화학을 공부하고 1987년에 학사를, 1989년에 석사 학위를 받았다. 1994년 위스콘신-매디슨 대학교에서 박사 학위를 받았다.

## 수상
- 2017년 홍진기 창조인상
- 2015년 올해의 과학자상[2]